# Miles Falcon
Miles M.3 Falcon là một loại máy bay thông dụng của Anh trong thập niên 1930, do hãng Miles Aircraft Limited thiết kế chế tạo.

## Biến thể
M.3
M.3A Falcon Major
M.3B Falcon Six
M.3C Falcon Six
M.3D
M.3E
M.3F

## Quốc gia sử dụng
Úc
- Không quân Hoàng gia Australia

 South Africa
- Không quân Nam Phi

 Thụy Điển
- Không quân Hoàng gia Thụy Điển

 Anh Quốc
- Viện nghiên cứu khoa học không quân
- Không quân Hoàng gia
- Hải quân Hoàng gia

 Cộng hòa Tây Ban Nha
- Không quân Cộng hòa Tây Ban Nha

## Tính năng kỹ chiến thuật (M.3A)

Miles M.3 Falcon

Dữ liệu lấy từ British Civil Aircraft 1919–1972: Volume III
Đặc điểm tổng quát
- Sức chứa: 3
- Chiều dài: 25 ft 0 in (7.62 m)
- Sải cánh: 35 ft 0 in (10.67 m)
- Chiều cao: 6 ft 6 in (1.98 m)
- Diện tích cánh: 174.3 ft2 (16.19 m2)
- Trọng lượng rỗng: 1,300 lb (590 kg)
- Trọng lượng có tải: 2,200 lb (1000 kg)
- Động cơ: 1 × de Havilland Gipsy Major, 130 hp (97 kW) mỗi chiếc

Hiệu suất bay
- Vận tốc cực đại: 145 mph (235 km/h)
- Vận tốc hành trình: 125 mph (201 km/h)
- Tầm bay: 615 dặm (990 km)
- Trần bay: 15,000 ft (4,572 m)
- Vận tốc lên cao: 750 ft/min (3.81 m/s)